# Olympische Sommerspiele 2000/Teilnehmer (Vietnam)
| Gelbes Symbol für Goldmedaillen mit stilisierten Olympischen Ringen | Graues Symbol für Silbermedaillen mit stilisierten Olympischen Ringen | Braundes Symbol für Bronzemedaillen mit stilisierten Olympischen Ringen |
| ------------------------------------------------------------------- | --------------------------------------------------------------------- | ----------------------------------------------------------------------- |
| —                                                                   | 1                                                                     | —                                                                       |

Vietnam nahm an den Olympischen Sommerspielen 2000 in der australischen Metropole Sydney mit sieben  Athleten, vier Frauen und drei Männern, in vier Sportarten teil.
Seit 1952 war es die elfte Teilnahme des asiatischen Staates an Olympischen Sommerspielen.

## Flaggenträger
Trương Ngọc Để trug die Flagge Vietnams während der Eröffnungsfeier im Stadium Australia.

## Medaillengewinner
Mit einer gewonnenen Silbermedaille belegte das vietnamesische Team Platz 64 im Medaillenspiegel.

### Silber
| Name           | Sportart  | Wettkampf        |
| -------------- | --------- | ---------------- |
| Trần Hiếu Ngân | Taekwondo | Klasse bis 57 kg |

## Teilnehmer nach Sportarten

### Leichtathletik
Männer
- Lương Tích Thiện
100 m: 10,85 s (nicht für die nächste Runde qualifiziert)

Frauen
- Vũ Bích Hương
100 m Hürden: 13,61 s (nicht für die nächste Runde qualifiziert)

### Schießen
Männer
- Nguyễn Trung Hiếu
Schnellfeuerpistole 25 m: 17. Platz

### Schwimmen
Männer
- Nguyễn Ngọc Anh
200 Meter Brust: 2:29,54 min (nicht für die nächste Runde qualifiziert)

Frauen
- Nguyễn Thị Hương
400 m Lagen: 5:26,56 min (nicht für die nächste Runde qualifiziert)

### Taekwondo
Frauen
- Mai Nguyễn Thị Xuân
Fliegengewicht: 8. Platz
- Trần Hiếu Ngân
Federgewicht: Silber